# Нововасильевка (Алтайский край)
Нововасильевка — посёлок в Хабарском районе Алтайского края России. Входит в состав Свердловского сельсовета.

## История
Основан в 1908 году. В 1928 г. поселок Ново-Васильевка состоял из 100 хозяйств, основное население — русские. В составе Ново-Покровского сельсовета Знаменского района Славгородского округа Сибирского края.

## Население
| 1997 | 1998 | 1999 | 2000 | 2001 | 2002 | 2003 |
| ---- | ---- | ---- | ---- | ---- | ---- | ---- |
| 71   | ↘67  | ↗68  | ↗78  | ↘77  | ↘72  | ↘62  |
| 2004 | 2005 | 2006 | 2007 | 2008 | 2009 | 2010 |
| ↘58  | ↗61  | →61  | ↗68  | ↘60  | ↘50  | ↗52  |
| 2011 | 2012 | 2013 |      |      |      |      |
| ↘51  | ↘49  | ↗51  |      |      |      |      |